# 坊城俊明
坊城俊明（ぼうじょう としあき、天明2年（1781年）1月19日 - 万延元年（1860年）5月26日）は、江戸時代後期の公卿。

## 官歴
- 寛政2年（1792年）：従五位下
- 寛政5年（1795年）：従五位上
- 寛政6年（1795年）：侍従
- 寛政8年（1797年）：正五位下
- 文化元年（1804年）：右少弁
- 文化2年（1805年）：蔵人,、右衛門権佐、：正五位上
- 文化4年（1807年）：神宮弁
- 文化5年（1808年）：中宮権大進、権右中弁、賀茂下上社奉行
- 文化6年（1809年）：春宮大進
- 文化7年（1810年）：氏院別当、右中弁
- 文化8年（1811年）：左中弁
- 文化11年（1814年）：蔵人頭、正四位下
- 文化12年（1815年）：正四位上、春宮亮、左大弁
- 文化14年（1817年）：中宮亮
- 文政2年（1819年）：従三位、参議
- 文政3年（1820年）：権中納言
- 文政4年（1821年）：正三位
- 文政7年（1824年）：権大納言、従二位
- 文政10年（1827年）：正二位、踏歌節会外弁
- 弘化2年（1845年）：武家伝奏
- 安政元年（1855年）：従一位

## 系譜
- 父：勧修寺経逸
- 養父：坊城俊親
- 子：坊城俊迪
- 子：勧修寺顕彰
- 子：中御門経之
- 子：坊城俊政
- 子：芝小路豊訓
- 子：芝山敬豊
- 子：波多野広善
- 養子：坊城俊克
- 養子：穂穙俊弘